# 新疆棉業

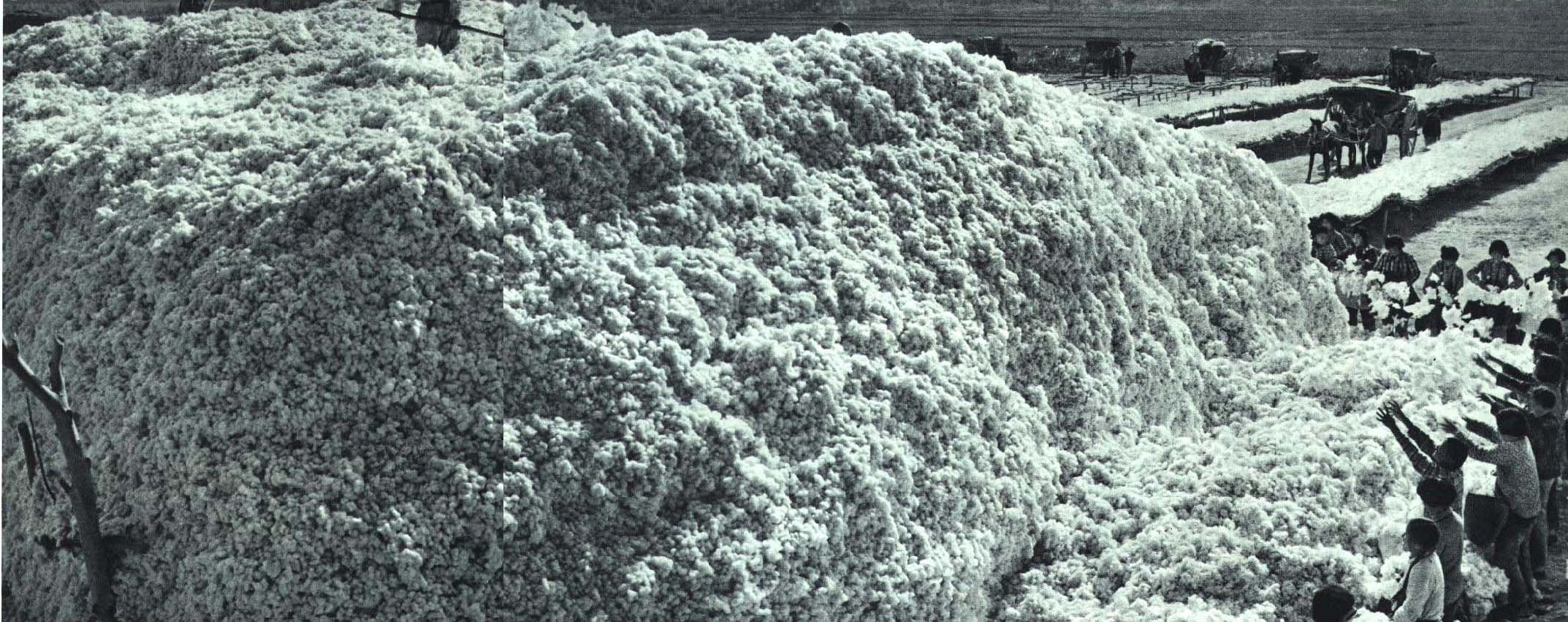
1964年的新疆棉花

新疆是中华人民共和国的主要棉花生产地，约占世界棉花产量的五分之一，占中华人民共和国国内棉花产量的五分之四。

## 历史
新疆的棉花产业历史悠久，从公元一千年就开始种植棉花。

### 现代
20世紀初，吐鲁番是新疆最大的棉花产地，60%的棉花出口到俄罗斯。1902年，喀什地区出口至俄罗斯的商品中，棉布约占45%。 1917年俄国革命发生时，新疆对俄罗斯的棉花出口减少，大大损害了棉花产业和当地经济。
1976年和1977年，新疆棉花產量下降。  然而不久产量回升并大幅增长； 1977年至1997年期间，棉花收成增加了27倍，总产量达到150万吨。  1997年，新疆生产建设兵团生產的棉花占新疆棉花产量的40%。  1990年代中期，中国还采取贸易保护主义政策支持棉花种植者，政府购买国产棉花的价格比同等质量的外国棉花高20%，以支持棉花产业。 但新疆的经济在1990 年代后期陷入衰退，部分原因是国际对棉花的需求下降。尽管如此，公元二千年末末，新疆农业总产值的一半来自棉花； 新疆已成为中国最大的棉花生产省級行政區，2001年，新疆生产的棉花占中国国内棉花产量的四分之一以上。 
2003年，中国开始优先考虑種植海岛棉以取代陆地棉，由于新疆的气候適合種植海岛棉，这使得中国其他地區的棉花产业（如長江流域和黄河流域）進一步转移到新疆。截至2009年，中国的大部分棉花种植依然屬於劳动密集型產業。当时，新疆棉花生产又面临挑战，超过五分之一的棉花植株出现疾病，采摘棉花所需的劳动力长期短缺，阻碍了棉花种植的效率和效益。 
2019年，新疆棉花占中国棉花产量的84%。新疆占世界棉花产量的五分之一。此時新疆种植的棉花多为优质超长绒棉，年产量约为500万吨。不過西方國家批評中國建立新疆再教育營和指控新疆出現種族滅絕事件，引發外界對新疆強迫勞動的指控，棉花种植業者和供应商面临压力，小公司受到的打击最大。2021年3月發生新疆棉花争议事件，在党政机关的舆论引导下，导致众多中国大陆民众抵制明确拒用新疆棉的品牌。